# 日和佐町立西河内小学校
日和佐町立山河内小学校（ひわさちょうりつ やまがわちしょうがっこう）は、徳島県海部郡美波町（閉校当時は、日和佐町）西河内月輪129-4にあった公立小学校。
児童数の減少などの理由で1962年3月31日をもって閉校し、同年4月1日に日和佐町立日和佐小学校（現美波町立日和佐小学校）に統合された。。跡地は、医療法人（社団）冨田病院になった。

## 基礎データ
全校児童数
- 約？人（1962年当時）

全卒業生数　
- ？人

最寄駅
- 四国旅客鉄道牟岐線日和佐駅（閉校当時は、日本国有鉄道牟岐線日和佐駅）

## 沿革
- 1880年（明治13年） - 西河内全域を学区とし、西河内村に西河内小学校を創立する。
- 1889年（明治22年）10月1日 - 町村合併のため西河内村から赤河内村に改名し赤河内村西河内小学校となる。
- 1956年（昭和31年）9月30日 - 町村合併のため赤河内村から日和佐町に改名し日和佐町立西河内小学校となる。
- 1962年（昭和37年）3月31日 - 閉校され、翌日、日和佐町立日和佐小学校（現美波町立日和佐小学校）に統合。[1]

## 関連学校
- 美波町立日和佐小学校（閉校当時は、日和佐町立日和佐小学校）
- 美波町立日和佐中学校（閉校当時は、日和佐町立日和佐中学校）